# Nikon D5200
D5100 D5300
Le Nikon D5200 est un appareil photo reflex numérique au format APS-C, présenté par Nikon le 6 novembre 2012. Il remplace le D5100 comme réflex milieu de gamme, destiné aux amateurs avertis.

## Caractéristiques
- Processeur d'images Nikon EXPEED 3.
- Capteur CMOS 24,1 millions de pixels au format DX.
- Mode D-Movie avec autofocus. (Enregistrement en 1920 x 1080, 60 i (59,94 vues/s)/ 50 i (50 vues/s), élevée/normale 1920 x 1080, 30 p (progressif)/25 p/24 p, élevée/normale 1280 x 720, 60 p/50 p, élevée/normale 640 x 424, 30 p/25 p, élevée/normale. Des cadences de 30 p (cadence réelle de 29,97 vps), de 60 i et de 60 p (cadence réelle de 59,94 vps) sont disponibles lorsque la sortie vidéo est définie sur NTSC. Des cadences de 25 p, 50 i et 50 p sont disponibles lorsque la sortie vidéo est définie sur PAL. La cadence réelle avec 24 p est de 23,976 vps. Sortie du capteur à environ 60 ou 50 vps..)
- Active D-Lighting (4 niveau et automatique).
- Moniteur LCD de 3" (7,5 cm) de 921 000 pixels articulé
- Jusqu'à 5 vues par seconde de cadence de prise de vue.
- Bracketing.
- 16 scènes préprogrammées.
- Mode HDR.
- Mode déclenchement silencieux.
- Nettoyage du capteur d'image, données de référence pour la fonction Correction de la poussière.
- Sortie vidéo HDMI avec le connecteur HDMI à mini-broches de type C.
- Microphone stéréo intégré ou externe ; réglage de la sensibilité
- Format de fichier : JPEG, NEF (RAW) 14 bits compressé, Compression vidéo H.264/MPEG-4 Advanced Video Coding.
- Compatible avec l'adaptateur WU-1a.
- Batterie lithium-ion EN-EL14.